# Camille de Tornaco

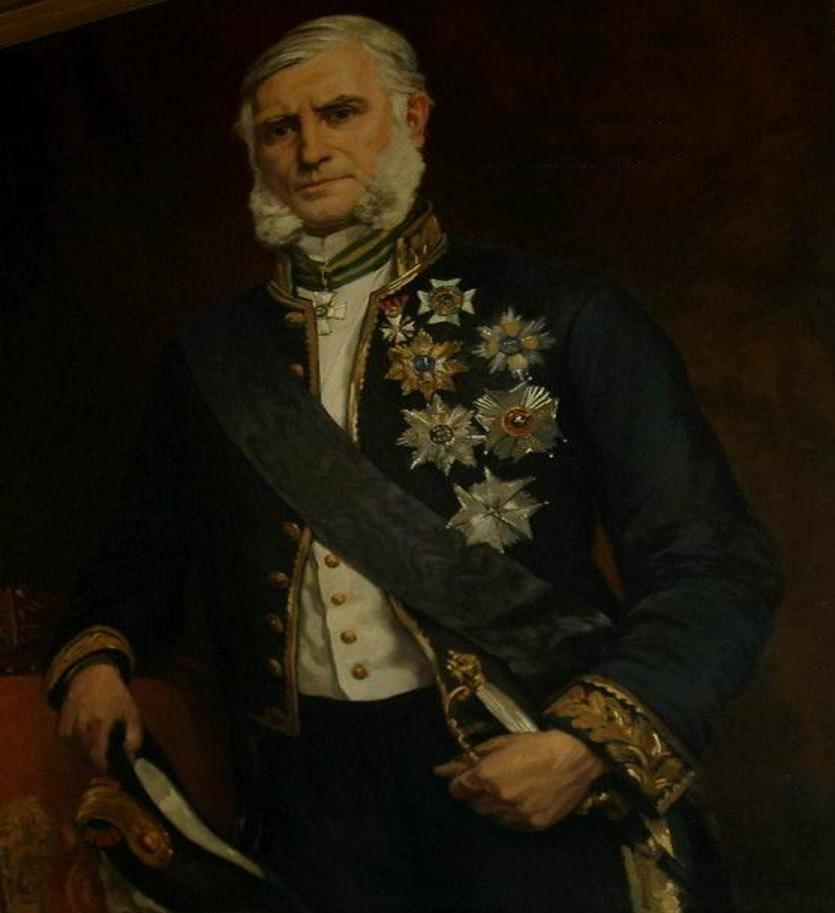
Camille de Tornaco

Marie Camille Louis de Gonzague Ghislain Baron de Tornaco (* 6. April 1807 in Steinfort, Luxemburg; † 8. März 1880 in Brüssel) war ein belgischer liberaler Politiker und Präsident des Senats.

## Biografie
Während seiner politischen Laufbahn war der Grundbesitzer zunächst Mitglied des Rates der Provinz Lüttich, Mitglied der Abgeordnetenkammer und später des Senats.
Zuletzt war er vom 11. November 1879 bis zu seinem Tod Präsident des Senats.